# Corleto Perticara
Corleto Perticara – miejscowość i gmina we Włoszech, w regionie Basilicata, w prowincji Potenza. Według danych z 31 grudnia 2016 gminę zamieszkiwało 2525 osób.

## Współpraca
- Poggibonsi, Włochy